# Peacehaven
Peacehaven is een civil parish in het bestuurlijke gebied Lewes, in het Engelse graafschap East Sussex met 14.067 inwoners.